# Jewgienij Cariegorodcew
Jewgienij Wasiljewicz Cariegorodcew, ros. Евгений Васильевич Царегородцев (ur. 3 lutego 1983 w Chabarowsku) – rosyjski hokeista, trener.

## Kariera zawodnicza
- Torpedo 2 Jarosław (1999/2000)
- Samorodok Chabarowsk (2000-2001)
- Amur 2 Chabarowsk (2001-2002)
- THK Twer (2002-2005)
- Chimik Woskriesiensk (2005-2006)
- Chimik 2 Woskriesiensk (2005-2006)
- Sibir Nowosybirsk (2007-2008)
- Sibir 2 Nowosybirsk (2007-2008)
- Zauralje Kurgan (2008)
- Awangard Omsk (2008-2010)
- Awangard 2 Omsk (2008-2010)
- Awtomobilist Jekaterynburg (2010-2011)
- Donbas Donieck (2011-2012)
- Łada Togliatti (2012-2013)
- Arłan Kokczetaw (2013-2014)
- Mołot-Prikamje Perm (2014-2015)
- Donbas Donieck (2015-2017)
- MH Automatyka Gdańsk (2018)
- CG Puigcerdà (2018-2019)

Wychowanek Amuru Chabarowsk. Występował w klubach rosyjskiej Pierwaja Liga, Wysszaja Liga, WHL, KHL, lidze kazachskiej. Od października 2015 ponownie zawodnik Donbasu Donieck, tym razem występującego w lidze ukraińskiej. W sezonie 2017/2018 nie występował. W sierpniu 2018 został zawodnikiem polskiego klubu MH Automatyka Gdańsk. W listopadzie 2018 jego kontrakt został rozwiązany przez klub. Do końca sezonu 2018/2019 był bramkarzem hiszpańskiej drużyny CG Puigcerdà.

## Kariera trenerska
W październiku 2020 wszedł do sztabu trenerskiego zespołu HK Mariupol, przyjętego do sezonu UHL 2020/2021.

## Sukcesy
Klubowe
- Półfinał Wyższej Hokejowej Ligi: 2012 z Donbasem Donieck
- Srebrny medal mistrzostw Kazachstanu: 2014 z Arłanem Kokczetaw
- Złoty medal mistrzostw Ukrainy: 2016, 2017 z Donbasem Donieck
- Srebrny medal mistrzostw Hiszpanii: 2019 z CG Puigcerdà

Indywidualne
- KHL (2008/2009):
  - Czwarte miejsce w klasyfikacji meczów bez straty gola wśród bramkarzy w fazie play-off: 1
- Wysszaja Chokkiejnaja Liga (2011/2012):
  - Drugie miejsce w klasyfikacji średniej goli straconych na mecz w sezonie zasadniczym: 1,78[6]
  - Dziesiąte miejsce w klasyfikacji skuteczności interwencji w sezonie zasadniczym: 92,6%[7]
  - Trzecie miejsce w klasyfikacji średniej goli straconych na mecz w play-off: 1,69[8]
- Wysszaja Chokkiejnaja Liga (2012/2013):
  - Najlepszy bramkarz miesiąca – kwiecień 2014
  - Piąte miejsce w klasyfikacji średniej goli straconych na mecz w sezonie zasadniczym: 1,86[9]
  - Trzecie miejsce w klasyfikacji skuteczności interwencji w sezonie zasadniczym: 92,7%[10]
  - Trzecie miejsce w klasyfikacji średniej goli straconych na mecz w fazie play-off: 1,76[9]
  - Czwarte miejsce w klasyfikacji skuteczności interwencji w fazie play-off: 93,4%[11]